# Cristoforo Widmann

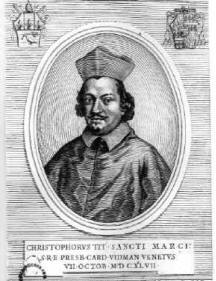
Kardinal Cristoforo Vidman

Cristoforo Widmann oder Vidman (* 1617 in Venedig; † 30. September 1660 in Viterbo) war ein italienischer katholischer Kardinal mit deutscher Abstammung.

## Frühe Jahre
Cristoforo wurde 1617 in Venedig als Sohn von Giovanni Widmann, Graf von Ortenburg, geboren. Sein Großvater war Hans Widmann (Kaufmann). Seine Ausbildung erhielt er in Venedig und promovierte in utroque iure, sowohl im Kirchenrecht als auch im Zivilrecht.
Seine Familie galt als venezianischer Adel, da sie Titel und Ämter von der Stadt Venedig erworben hatte, die darauf bedacht war, Geld zur Finanzierung ihrer Rolle im Dreißigjährigen Krieg aufzubringen.

## Kirchliche Laufbahn
Während der Regierungszeit von Papst Urban VIII. wurde Widmann Kleriker der Apostolischen Kammer und später ihr Auditor. Er hatte beide Ämter in dem Bemühen erworben, sich in Rom niederzulassen.
Nach seinem Zeitgenossen John Bargrave war es Tradition, dass neue Päpste Personen in leitenden geistlichen Positionen versetzte, indem sie zum Kardinal erhoben wurden. Nach der Wahl von Papst Innozenz X. im Konklave von 1644 wurde Widmann seiner Ämter enthoben, damit sie der neue Papst an angehende junge Geistliche verkaufen konnte. Widmann wurde also von Papst Innozenz X. im Konsistorium vom 7. Oktober 1647 zum Kardinal erhoben und als Kardinaldiakon pro illa vice in der Kirche Santi Nereo e Achilleo  eingesetzt.
Trotz seiner Erhebung zum Kardinal erfreuten er und sein Bruder, jetzt Graf, sich noch immer „an Spielen, Schlemmen, Komödien und der Gesellschaft von Frauen“.
1651 wurde er zum Legaten von Urbino ernannt und nahm am Konklave von 1655 teil, das Papst Alexander VII. wählte. Im Jahr 1658 wurde er Kardinalpriester der Titelkirche San Marco.
Widmann starb am 30. September 1660 in San Martino al Cimino, heute ein Ortsteil von Viterbo. Sein Leichnam wurde nach Rom überführt und in seiner Titelkirche beigesetzt.